# Antonio Pagano
Antonio Pagano (La Spezia, 25 maggio 1902 – La Spezia, 8 maggio 1988) è stato un calciatore italiano, di ruolo attaccante.

## Carriera
Dopo aver militato nel Livorno, nella stagione 1922-1923 passa allo Spezia con cui disputa tre campionati di massima serie per un totale di 31 presenze e un gol.
Con gli spezzini disputa anche altri due campionati nella categoria cadetta.
Nella stagione 1935-1936 si trasferisce in una formazione italiana di Alessandria d'Egitto.

## Palmarès

### Club

#### Competizioni regionali
- Seconda Divisione: 1

Trapani: 1931-1932